# Breda Ba.42
Il Breda Ba.42 era un monoplano monomotore biposto da turismo e da collegamento ad ala bassa prodotto dall'azienda italiana Società Italiana Ernesto Breda negli anni trenta.
Sviluppato nel 1934 dal Breda Ba.39, se ne discostava essenzialmente per l'adozione di una diversa motorizzazione: montava infatti un radiale raffreddato ad aria Fiat A.70 con cappottatura NACA.
Partecipò al quarto Challenge internazionale destinato a velivoli da turismo organizzato dalla Fédération Aéronautique Internationale (FAI), la federazione che aveva assunto il compito di gestire l'aviazione sportiva internazionale, disputatosi in Polonia, con partenza da Varsavia, tra il 28 agosto ed il 16 settembre 1934.